# Przemisław Banat
Przemisław Julian "Przemek" Banat (Szczytno, 1997) è un giocatore di football americano polacco, che gioca come wide receiver per i Panthers Wrocław.
Dopo aver giocato per le giovanili e la prima squadra degli Olsztyn Lakers si trasferisce nel 2019 ai Panthers Wrocław.

## Palmarès
- 2 Polish Bowl (Panthers Wrocław, 2019, 2020)